# لجنة البندقية

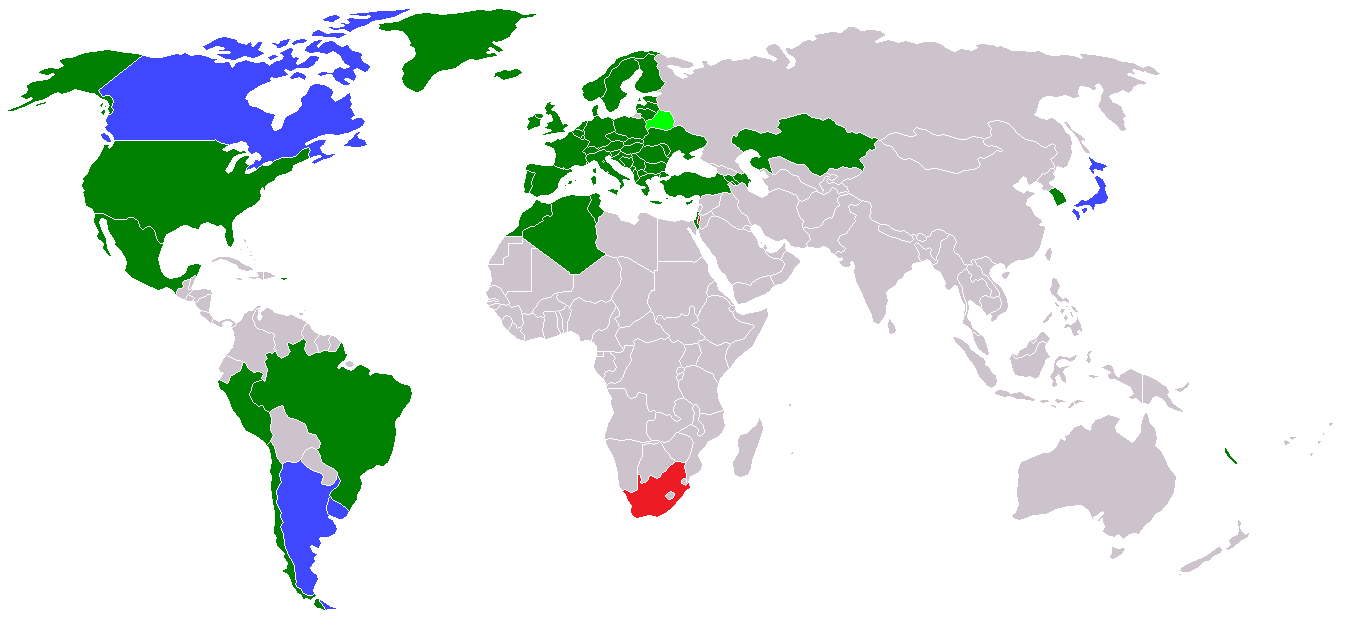

تعتبر اللجنة الأوربية للديمقراطية عن طريق القانون والتي يطلق عليها اسم" لجنة البندقية وهي المدينة التي تعقد اجتماعاتها بها، جهاز استشاري لمجلس أوروبا حول القضايا الدستورية.
وقد لعبت منذ إنشائها سنة 1990 دورا فعالا في تبني الدساتير المطابقة لمعايير التراث الدستوري الأوربي. في البداية وضعت كأداة للهندسة الدستورية المستعجلة في سياق الانتقال الديمقراطي، كما عرفت تطورا تدريجا ارتقى بها إلى هيئة للتفكير المستقل معترف بها دوليا.
تساهم اللجنة في إشعاع التراث الدستوري الأوربي المبني على القواعد الأساسية للقارة، مع مواصلة ضمان الإصلاحات الدستورية للدول. كما تلعب دورا فريدا في تدبير والوقاية من النزاعات عن طريق وضع معايير وتقديم المشورة في المجال الدستوري.
من بين أنشطتها مايلي:
- المساعدة الدستورية
- الانتخابات والاستفتاءات
- الأحزاب السياسية التعاون مع المحاكم الدستورية والأمبودسمانات
- بالإضافة إلى إعداد دراسات وتقارير وتنظيم مؤتمرات بين - وطنية.